# Южночуйски хребет
Южночу̀йският хребет (на руски: Южно-Чуйский хребет) е планински хребет в централната част на планината Алтай, в южната част на Република Алтай, Русия. Простира се в посока от запад на изток на протежение от 120 km между река Аргут (десен приток на Катун) на юг, десният ѝ приток Карагем и левият приток на Чуя (десен приток на Катун) Чаган-Узун на север. На североизток стръмно се спуска към Чуйската степ, на север прохода Карагем (2837 m) го свързва със Северочуйския хребет, на юг долината на река Аргут го отделя от платото Укок, а на югоизток се свързва с граничния хребет Сайлюгем. Максимална височина връх Ирбисту 3967 m (49°46′52″ с. ш. 144°37′43″ и. д. / 49.781111° с. ш. 144.628611° и. д.), разположен в централната му част. Релефът му има предимно алпийски характер, а по най-горните части на долините на реките се спускат долинни ледници. От него водят началото си малки, къси и бурни реки леви притоци на Чуя (Ирбисту, Елангаш, Чаган-Узун и др.) и река Джазатор (дясна съставяща на Аргут). Долните части на склоновете му са обхванати от степни ладшафти, а във високопланинския пояс са развити планинска тундра, алпийски пасища и обширни каменисти пространства. Малки и редки гори се срещат основно по северните му склонове и в речните долини.

## Топографски карти
- M-45, М 1:1000000[2]